# Pehr Kalm
Pehr Kalm, född 6 mars 1716 i Själevad, Ångermanland, död 16 november 1779 i Åbo i Egentliga Finland, var en svensk botaniker, präst och ekonomisk publicist, professor i ekonomi vid Åbo akademi, men kanske mest känd som en av Carl von Linnés apostlar.

## Barndom, ungdom och tidiga karriär
Kalm var son till kapellanen Gabriel Kalm i Korsnäs och Catharina Ross (1681–1765), dotter till borgmästaren Herman Williamsson Ross i Vasa. Kalm gifte sig 1750 i Philadelphia med Anna Margareta Sjöman, änka efter pastorn i stadens svenska församling Johan Sandin och dotter till kommissarien vid arsenalen i Stockholm, Johan Sjöman. Paret fick sonen Pehr Gabriel som blev major vid Nylands dragoner.
Kalms familj flydde till dagens Sverige från Finland under Stora ofreden. Modern blev änka i Själevad i januari 1716; sex veckor innan Kalm föddes. Trivialskolan genomgick Kalm i Vasa, sedan modern och sonen flyttat tillbaka till Österbotten efter freden i Nystad 1721. År 1735 skrevs Kalm in vid universitetet i Åbo, där han huvudsakligen studerade naturvetenskap. Vid denna tid lärde han känna friherre Sten Carl Bielke, assessor i Åbo hovrätt, med ett stort intresse för naturvetenskap och god vän med Carl von Linné.

## Uppsala
Sten Carl Bielke blev Kalms gynnare, och Bielke beslutade sig för att bekosta hans fortsatta studier vid Universitetet i Uppsala, där Kalm skrevs in 1741. Kalm blev omedelbart Carl von Linnés hängivne beundrare, och snart också en av Linnés favoriter. Han blev också lärjunge till Anders Celsius vilken introducerade honom till astronomi och navigation, och hur man kan fastställa latitud och longitud.
Kalm var också 1740–1747 i Uppsala föreståndare för Bielkes experimentträdgård på hans gård Funbo Lövsta i Funbo socken i Uppland. Gården, granngård till Linnés Hammarby, utgör idag Lövsta forskningscentrum vid SLU, och lantbruksskola. Där utfördes bland annat försöksodlingar med ärtväxter, vilka man uppmärksammat gjorde jorden bördigare, fast man inte visste varför. Än idag finns på Funbo gård kvar bestånd av sibirisk ärtbuske (Caragana arborescens), vilken infördes till Sverige från Sibirien på 1740-talet av Kalm och Bielke.
Tack vare Sten Carl Bielke fick han också råd att företa botaniska resor till Finland, Uppland och Västmanland 1740-1741. Han var då inskriven vid Uppsala universitet och fick resa som Linnes lärjunge till Västergötland och Bohuslän, om vilket han skrivit i sin "WÄSTGÖTHA Och BAHUSLÄNDSKA Resa Förrättad År 1742" (tryckt 1746).

## Medlem i Vetenskapsakademien, docent och professor i Åbo
Sten Carl Bielke var en av de sex grundarna av Vetenskapsakademien 1739 och tillsammans med Bielke reste Kalm till Ryssland och Lillryssland 1744, varefter han 1745 invaldes i Vetenskapsakademien och 1746 utnämndes till docent och 1747 professor i naturalhistoria och ekonomivetenskap vid Kungliga Akademien i Åbo trots att han ej promoverats. Som professor skulle han undervisa i mineralogi, botanik, zoologi och kemi samt forska om lanthushållning, bergshantering, manufakturer och handel. Samma år prästvigdes han också, men år 1747 blev också det år när han gjorde sin längsta resa, resan till Amerika, vilken skulle utmynna i internationell berömmelse.

## Nordamerikanska resan

Nya Sverige

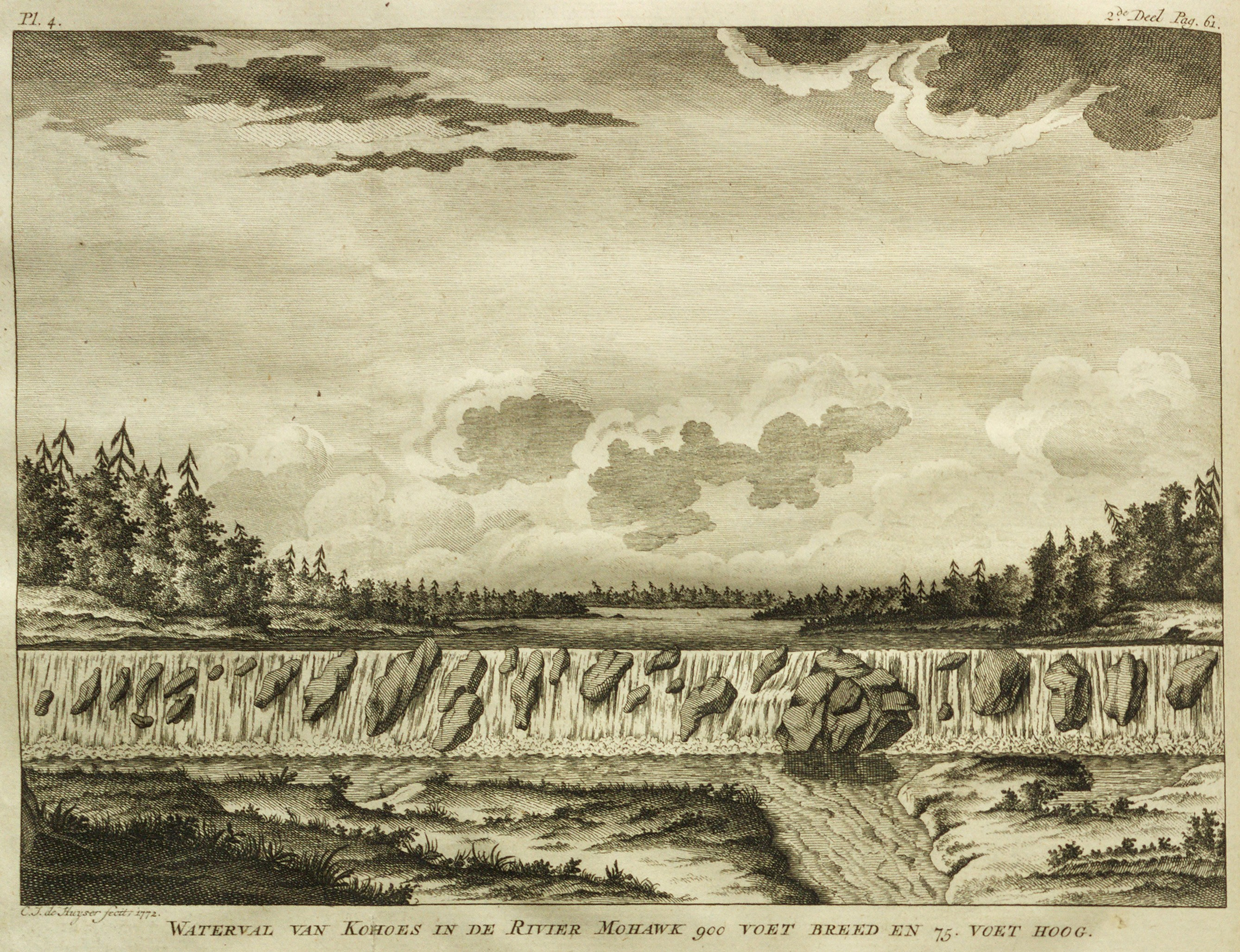
Cohoes Falls från boken En Resa til Norra America

Baron Bielke hade i samråd med Linné, föreslagit hos regeringen och Vetenskapsakademien att någon svensk naturforskare skulle sändas till Nordamerika för att vidga kunskapen om den nya världsdelens "naturalster" samt föra hem nyttiga växter. Med gemensamt stöd av Vetenskapsakademin, universiteten i Åbo och Uppsala samt Riksens ständer accepterade Kalm att företa resan. På hösten 1747 startade han resan från Göteborg till England, där han fick rekommendationsbrev till Benjamin Franklin, vilken då var postmästare i Philadelphia. Efter uppehåll i Norge och London ankom han till Philadelphia den 15 september 1748, och blev god vän med  Franklin.
Syftet med Kalms resor var primärt att skaffa kunskap om ekonomiskt värdefulla växter, däribland ett vildris vilket man trodde skulle kunna växa i finska kärr, och rött mullbär (Morus rubra) med vilken man hoppades lyckas att odla silkesmask i Sverige. Eftersom båda dessa arter växte mycket nordligt i Amerika, och man trodde man att de skulle kunna anpassa sig till svenskt och finskt klimat.
Kalms rapporter ger lite förvirrande ledtrådar till vilken art av mullbär han fann under sina resor, ibland benämns de svarta, ibland röda, och han kallade några särskilt storväxta han såg 1748 i trakten av Montreal för "svart amerikanskt mullbär", Morus nigra americana. De nordligaste mullbär han fann, växte i trakten av Albany i staten New York. Kalm fann dock det röda mullbäret och införskaffade ett stort antal frön.
Kalm har också beskrivit ett äpple, idag kallat Ramboäpplet, vilket år 1748 växte på Peter Rambos gård i Raccoon, som gav namnet på huvudpersonen, John Rambo, i romanen First Blood, och som senare gav upphov till Rambo-filmerna med Sylvester Stallone. Peter Rambo uppgav för Kalm, att hans farfar Peter Gunnarsson Ramberg, en av de första bosättarna i Nya Sverige, tagit med frön till dessa äpplen från Sverige, förmodligen från Hisingen.
Vintern 1749 tillbringade han i dåvarande Raccoon idag Swedesboro, och blev där under sitt vikariat som präst i Swedesboro, bekant med Anna Margareta Sjöman, änka efter Johan Sandin som varit den svenska församlingens pastor. De gifte sig på nyårsdagen år 1750, vilket lär ha gjort Linne mycket upprörd.
Därifrån gjorde han de två närmaste åren resor till Kanada, där han såg Blå bergen och Niagarafallen. Efter att som första nordbo besökt Niagarafallen skrev han vetenskaplig rapport om Niagara vilken blev publicerad i Pennsylvania Gazette samma år och året efter i London.
Kalm återkom med sin nya familj, och flera säckar med frön från olika arter, till Göteborg den 16 maj 1751.
Men förväntningarna på det amerikanska röda mullbäret ledde till besvikelse, arten visade sig växa långsammare i Sverige än det redan importerade vita mullbärsträdet, och odlingsförsöken med röda mullbär ansågs därför misslyckade. Det förefaller som om detta även gällde andra arter, från vilka han hemfört frön. En källa framhåller att den enda art han hemförde från Amerika vilken har överlevt tills idag, är ett vildvin, Parthenocissus vitacea.
Men Kalms beskrivningar av Nordamerika, växter- och djurarter, om nybyggarna och indianer vann stor spridning, inte minst för att de ibland var de första skrivna av en tränad vetenskapsman. Kalms beskrivning av den nordamerikanska sjuttonårscikadan, (Magicicada septendecim) anses vara den första vetenskapliga publiceringen av arten. Den lever i sjutton år i marken som larv, och suger näring från trädens rötter. Eftersom alla individer är lika gamla uppträder arten bara vart sjuttonde år. Under en kort period är träden fulla av sjungande cikador, som parar sig och lägger ägg. Sedan dröjer det sjutton år tills nästa generation dyker upp i samma område.
Resan beskrivs i En resa til norra America..., 1–3 (1753–1761), som översattes till flera språk. Fyra ytterligare band var planerade; manuskripten överfördes efter Kalms död till akademibiblioteket i Åbo men förstördes vid stadens brand 1827.

## Tillbaka i Åbo
Men han fortsatte att systematisera sina noteringar från Nordamerika, och gjorde odlingsexperiment med fröer han tagit med från Nordamerika, först i en mindre trädgård i hemstaden Åbo, och efter 1752 på Sipsalo gård på ön Hirvensalo utanför Åbo, som han fått av staden för att kunna fortsätta att bedriva sin botaniska forskning. När Sipsalo gård såldes år 2011 till en privatperson uppstod diskussioner i kommunen hur man skulle kunna förhindra försäljningen och för framtiden rädda de återstående, förvildade delarna av den botaniska trädgården. Gården kom åter till salu år 2022.
1756-1757 verkade han som rektor för Kungliga akademien i Åbo, men hans karriär kom för en tid att bli inom kyrkan, och 1757 blev han kyrkoherde i Pikis.
År 1760 anlade Kalm i Åbo en riktig botanisk trädgård efter ritningar av Johan Leche, på en tomt mellan Aura å och Biskopsgatan där Sibeliusmuseet idag står. Den uppges senare ha flyttats efter stadsbranden 1827 (Åbo brand) till Helsingfors.
En konflikt mellan Kalm och hans kollega Pehr Gadd tycks ha utbrutit kort efter anläggande av trädgården, där Gadd menade att Kalm starkt överdrev sina olika odlingsresultat, och Gadd lyckades få till stånd en inspektion av Kalms odlingar. Med myndigheternas stöd utnämndes Gadd 1762 till plantagedirektör vilket retade Kalm, som lär ha kallat Gadd för storskrytare, som knappt lyckats odla mer än ogräs.
Pehr Kalm förefaller senare att i viss mån ha nedvärderat värdet av att studera växter. Efter att han blivit professor i ekonomi vid Åbo akademi skrev han: "...därest vi icke kunna använda växtkännedomen till statens fördel och nytta är vår härliga vetenskap alldeles onyttig och jämförlig med metafysiskt lappri."
Kalm flyttade tillbaka till Åbo 1763, tillträdde åter tjänsten som rektor för Kungliga akademien i Åbo 1765 och i Åbo utgav Kalm samma år boken om Finlands flora, Flora fennica. 1772–1773 var han åter rektor för Kungliga akademien i Åbo.
Kalm nominerades 1775 till biskop, men slutade på fjärde plats efter omröstningarna.
Pehr Kalm avled i S:t Marie (numera en del av Åbo) år 1779, den officiella dödsorsaken var ödem.

## Utmärkelser

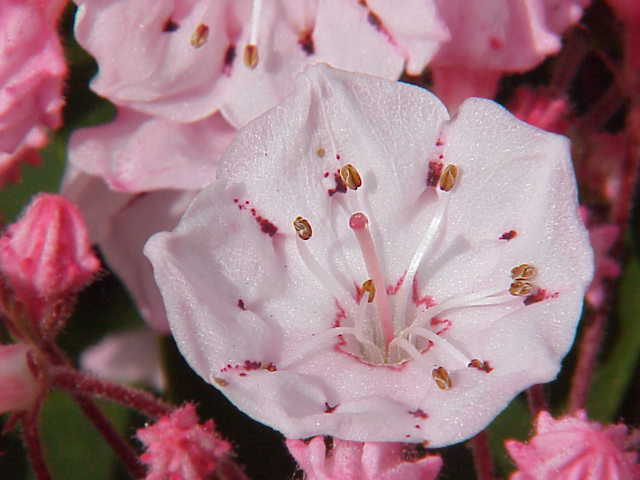
Bredbladig kalmia (Kalmia Latifolia)

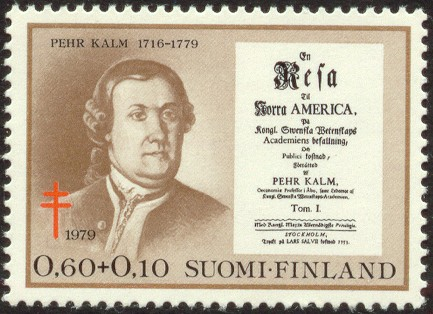
Frimärke med Pehr Kalm utgivet 1979

- Linné uppkallade ett helt växtsläkte efter honom, Kalmia.
- Riddare av Vasaorden.
- Pehr Kalm finns också avbildad 1979 på frimärke i Finland. Bilden som användes till frimärket var baserad på en målning signerad "J. G. Geitel". [16]
- Myntverket i Finland har präglat ett 10 Euro silvermynt till hans ära, designad av Erkki Vainio, framsidan avbildar Kalm när han med kikare studerar Niagarafallen, baksidan avbildar en av Pennsylvanias landskapsblommor, Bredbladig kalmia (Kalmia latifolia), uppkallad efter Pehr Kalm.[17]
- Asteroiden 2332 Kalm[18]

## Övrigt
En av Kalms mest prominenta studenter var Anders Chydenius.
Auktorsnamnet Kalm kan användas för Pehr Kalm i samband med ett vetenskapligt namn inom botaniken; se Wikipediaartiklar som länkar till auktorsnamnet.